# Жеребцов, Николай Григорьевич
Николай Григорьевич Жеребцов (1713—?) — тайный советник, московский губернатор.

## Биография
С 1729 года — камер-паж, с 1731 года — гоф-юнкер. В 1732 году был выпущен в Астраханский пехотный полк подпоручиком; с 1735 года — поручик. Во время турецкой войны был в Крымском походе (1736), при взятии Очакова (1737). С апреля 1740 года — капитан Черниговского пехотного полка; через год — премьер-майор в Киевском гарнизоне.
С 10 января 1742 года — экзекутор Сената; с 10 марта 1746 года — обер-прокурор Сената. 
10 декабря 1755 года генерал-лейтенант Н. Г. Жеребцов был назначен Московским вице-губернатором; в период с 6 марта 1762 года по 1764 год — московский губернатор.
С 1760 года — тайный советник.
Кавалер ордена Святой Анны (1761)
Его брат, Алексей Григорьевич Жеребцов, был действительным тайным советником. 
Был женат на дочери советника Новгородской губернской канцелярии Никиты Тимофеевича Квашнина-Самарина, Параскеве Никитичне. Венчание прошло 7 января 1740 года в Санкт-Петербурге, в Андреевской церкви на Васильевском острове. Поручителями были: бригадир Семён Юрьевич Карулов, полковник Фёдор Луценин и генерал-герольдмейстер Пётр Андреевич Квашнин-Самарин. Их дети: Александр, Пётр (1748 — 12.07.1817), Елена, Елизавета.